# Stephen Gyllenhaal
Stephen Roark Gyllenhaal (izg. ˈdʒɪlənhɔːl), ameriški filmski režiser in pesnik, * 4. oktober 1949, Cleveland, Ohio, Združene države Amerike.

## Zasebno življenje
Stephen Gyllenhaal se je rodil v Clevelandu, Ohio, kot sin Virginie Lowrie (rojene Childs) in Hugha Andersa Gyllenhaala. Člani družine Gyllenhaal so potomci konjeniškega poročnika Nilsa Gunnessona Haala, ki je leta 1652 dobil plemiški naziv, saj mu je švedska kraljica Kristina podelila grb in nov priimek, »Gyllenhaal«. Stephen Gyllenhaal je odrasel v predmestju Pennsylvanie, njegovi starši pa so ga vzgajali kot pripadnika cerkve splošna konvencija cerkve Novi Jeruzalem. Diplomiral je na kolidžu Trinity v Hartfordu, Connecticut, leta 1972, in sicer z diplomo iz angleščine. Njegov mentor na kolidžu Trinity je bil pesnik Hugh Ogden.
32 let je bil poročen s scenaristko Naomi Foner Gyllenhaal, dokler se nista leta 2009 tudi uradno ločila. Z bivšo ženo ima Stephen Gyllenhaal dva otroka, igralca Maggie Gyllenhaal in Jakea Gyllenhaala. Je tudi brat Andersa Gyllenhaala, enega izmed ustvarjalcev televizijske serije Miami Herald.

## Kariera
Stephen Gyllenhaal je režiral filmsko verzijo romana Petea Dexterja, Paris Trout, ki je bila nominirana za pet emmyjev. Poleg tega je režiral epizodo ABC-jeve televizijske serije Twin Peaks in nato še mnoge epizode serij, kot sta Številke in Blue Bloods.
Stephen Gyllenhaal je tudi pesnik. Njegova dela so bila objavljena v literarnih revijah, kot sta Prairie Schooner in Nimrod. Njegovo prvo pesniško zbirko, imenovano Claptrap: Notes from Hollywood, je v juniju 2006 izdala založba Cantarabooks, manjša književna založba, ki jo je v New Yorku zasnoval Cantara Christopher.
Režiral je tudi prvo epizodo TNT-jeve televizijske serije The Warden, ki je temeljila na seriji knjig Lynde La Plante, The Governor. Serija govori o dinamični in ambiciozni ženski, imenovani Helen Hewitt (Ally Sheedy), ki se zaposli kot mlada ženska paznica strogo varovanega moškega zapora (a la Oz). Najamejo jo predvsem zato, da bi čistila in moški v zaporu (katerih egi so bili močno ranjeni, ko so jo imenovali za paznico) menijo, da bo v tej službi zdržala le en teden.

## Filmografija
- Exit 10 (1979)
- Certain Fury (1985)
- A Killing in a Small Town (TV, 1990)
- Paris Trout (1991)
- Waterland (1992)
- A Dangerous Woman (1993)
- Zbogom, sinko (1995)
- Homegrown (1998)
- Časovna bomba (TV, 2006)
- Grassroots (2011)